# Fat Bastard
Fat Bastard is een fictief persoon in de filmserie van Austin Powers. Vertaald is zijn naam: 'Dikke Klootzak' Hij wordt gespeeld door acteur en komiek Mike Myers.

## Personage
Over Fat Bastard wordt gezegd dat hij de dikste persoon ter wereld is, bekend om zijn eetgewoontes en humeurigheid. Hij vindt zichzelf toch sexy en heeft seks gehad met Felicity Shagwell. In Austin Powers 3: Goldmember werd hij sumoworstelaar in Japan. Hij eet de hele dag door en zijn favoriete gerecht zijn baby's, waarvan hij dacht dan Mini-Me er ook een was. Mentaal zit Fat Bastard met zichzelf in de knoop. Zijn ongeluk zit in de vicieuze cirkel die hem ten deel valt: hij eet omdat hij ongelukkig is, en hij is ongelukkig omdat hij eet.

## Films
Hij was voor het eerst te zien in de tweede Austin Powers-film: Austin Powers: The Spy Who Shagged Me (1999) en daaropvolgend in de derde Austin Powers film: 
Austin Powers 3: Goldmember (2002). In deze film deed hij aan sumoworstelen. Fat Bastard is een Schotse handlanger van Dr. Evil. Aan het einde van de derde film is hij 81 kilogram afgevallen en dus is hij niet dik meer, maar heeft hierdoor wel veel overtollige huid overgehouden